# Jiří Bubla
Jiří Bubla, född 27 januari 1950 i Ústí nad Labem, är en före detta tjeckoslovakisk ishockeyspelare.
Han blev olympisk silvermedaljör i ishockey vid vinterspelen 1976 i Innsbruck.